# Sabirabad
Sabirabad (anche Galagayin, Petropavlovka, Petropavlovskoye e Sabirabad) è una città dell'Azerbaigian, capoluogo dell'omonimo distretto. La città è stata ribattezzata in onore del poeta Mirzə Ələkbər Sabir.
Nel 1935, il distretto ricevette lo status di città subordinata.
Sabirabad è situata sulla riva destra del fiume Kura. Vicino alla città di Sugovuşan, il fiume Aras confluisce nel Kura.

## Origine del nome
Secondo il Trattato di pace di Golestan del 12 ottobre 1813, parte dei khanati dell'Azerbaijan era occupata dai russi. Anche il territorio di Mughan fu catturato dalla Russia. A seguito delle riforme amministrative territoriali compiute in Russia, un nuovo incidente-incidente di Javad è stato istituito a Baku nel 1868. Dopo la fusione della Russia con la Russia, un grande contadino ucraino fu trasferito a Javad, e l'insediamento prese il nome di Petropavlovka dal 1888. Petropavlovka faceva parte dell'area di Javad (gaza) della provincia di Baku. Nel 1901 c'erano solo 87 fattorie in quella zona, e nel 1907 c'erano 13 villaggi russi. Nel 1913, vi fu un impianto per la pulizia del cotone, due aziende industriali furono messe in funzione. Il 1º maggio 1920, Petropavlovsk divenne il potere locale del corpo del Comitato rivoluzionario del Salyan Gaza, dopo che l'Azerbaigian si unì nuovamente alla Russia. Dal 1 maggio 1921 all'8 aprile 1929, la regione di Sabirabad operò come il distretto di Petropavlovsk dell'incidente di Salyan. L'8 aprile 1929, con la decisione del VI Congresso sovietico panazero, fu chiamato distretto di Petropavlovsk nel distretto di Mughan. L'8 agosto 1930, secondo la decisione n. 476 del Comitato esecutivo centrale, il sistema distrettuale fu abolito e Petropavlovsk divenne una regione indipendente. Quasi un anno dopo, il 7 ottobre 1931, con decreto del Comitato esecutivo centrale dell'Azerbaigian, Petropavlovsk ricevette il nome di Mirzə Ələkbər Sabir, il grande poeta dell'Azerbaigian, il fondatore della satira pubblica nella letteratura classica.